# テトラヘキサコンタン
| テトラヘキサコンタン | テトラヘキサコンタン |
| -------------------- | -------------------- |
| CH3(CH2)62CH3        |                      |
| IUPAC名              | テトラヘキサコンタン |
| 分子式               | C64H130              |
| 分子量               | 899.717              |
| CAS登録番号          | 7719-87-1            |
| 密度と相             | 0.829 (g/cm3) g/cm3, |
| 沸点                 | 634.3 ℃ °C           |

テトラヘキサコンタン (Tetrahexacontane) とは、直鎖状のアルカンの1種。炭素原子が64個、分岐することなく一列に連なっている。分子式はC64H130。分子量は899.717。密度は0.829 (g/cm3)。屈折率は1.462。なおテトラヘキサコンタンの沸点は760mmHgにおいて634.3 (℃)で、引火点は641.8 (℃)と、ドヘキサコンタンとは逆転している（トリヘキサコンタンはデータ見つからず）。